# ملعب غيلفاندال
غيلفاندال (بالإنجليزية: Gelvandale)‏ هو ملعب متعدد الاستخدام يقع في محافظة بورت اليزابيث، جنوب أفريقيا. يُستخدم غالباً لمباريات كرة القدم، وهو الملعب الرئيسي لنادي ناسيونال فريست ديفيشن، ونادي باي يونايتد. كما تم تزويد الاستاد بمسار ألعاب القوى.
وقد استُخدم في مجال التدريب للفرق المشاركة في كأس العالم 2010 لكرة القدم، كذالك افتتح الملعب في مارس 2010.